# 첼로 협주곡 (드보르자크)
첼로 협주곡 나단조 작품 104, B.191은 미국 시대의 안토닌 드보르자크의 향수(鄕愁)가 낳은 명작으로 1895년 2월에 일단 완성, 같은해 6월 손질을 하여 지금의 형태로 되었다. 드보르자크가 미국의 흑인이나 인디언의 민족음악과 모국 체코의 민족음악과 결부시키려 한 작품이 여럿 있는 중에서 이는 음악으로서 가장 충실히 된 것이다. 독주부(獨奏部)는 첼리스트에게 고도의 기술을 요구하고 있으나 그 기술이 전체의 표현에서 나타나는 일은 한 번도 없고 관현악부와 혼연일체가 되어 교향곡적으로 발전시켜 간다는 정도의 취급방식은 작곡자가 경도되어 있던 브람스의 <피아노(또는 바이올린) 조주(助奏)가 있는 교향곡>이라는 협주곡에서 오는 영향도 느낄 수 있어 첼로 협주곡의 최고의 명작의 하나로 손꼽히고 있다.